# Campodoro
Campodoro est une commune de la province de Padoue dans la région de la Vénétie (Italie).

## Histoire
Au XIIIe siècle, le village de Bevadoro (it) était le siège d'une commanderie de l'ordre du Temple. Initialement sous le vocable de Sainte-Marie, ce n'était plus qu'un hospice et son église après sa dévolution aux hospitaliers et désigné alors sous le nom de Saint-Jean-Baptiste de Bevadoro. L'église fut démolie en 1777 puis reconstruite pour finalement devenir un atelier de forgeron dont il ne subsiste plus rien. Ce monument se trouvait sur la place principale du village, dite « Crosera »,.

## Administration
| Période                                  | Période  | Identité       | Étiquette    | Qualité |
| ---------------------------------------- | -------- | -------------- | ------------ | ------- |
| 14 juin 2004                             | En cours | Massimo Ramina | Lista Civica |         |
| Les données manquantes sont à compléter. |          |                |              |         |

### Hameaux
Bevadoro, Torrerossa

### Communes limitrophes
Camisano Vicentino, Grisignano di Zocco, Mestrino, Piazzola sul Brenta, Villafranca Padovana

### Évolution démographique
Habitants recensés